# Bebe (Schachprogramm)
Bebe (auch Be-Be) ist ein Schachprogramm aus den 1980er-Jahren.

## Geschichte
Bebe entstand ab etwa 1980 durch das amerikanische Entwicklerehepaar Tony und Linda Scherzer. Nachdem sie als Hardware zunächst den 8-Bit-Mikroprozessor Z80 der amerikanischen Firma Zilog genutzt hatten, portierten sie ihre Software auf die damals moderne Bit-Slice-Technologie und nutzten dazu die Am2900-ALU von Advanced Micro Devices (AMD). Bebe nahm im Oktober 1983 an der 4. Computerschachweltmeisterschaft (World Computer Chess Championship WCCC) in New York teil und konnte hinter dem Supercomputer Cray Blitz den zweiten Platz belegen.
Daraufhin implementierten die Scherzers eine damals einzigartige Lernfunktion, die Hashtabellen bereits im Mittelspiel nutzte. Bei der 5. Computerschachweltmeisterschaft belegte Bebe punktgleich (4 aus 5) mit dem erneuten Weltmeister Cray Blitz den dritten Platz.